# Gòtica (tipografia)

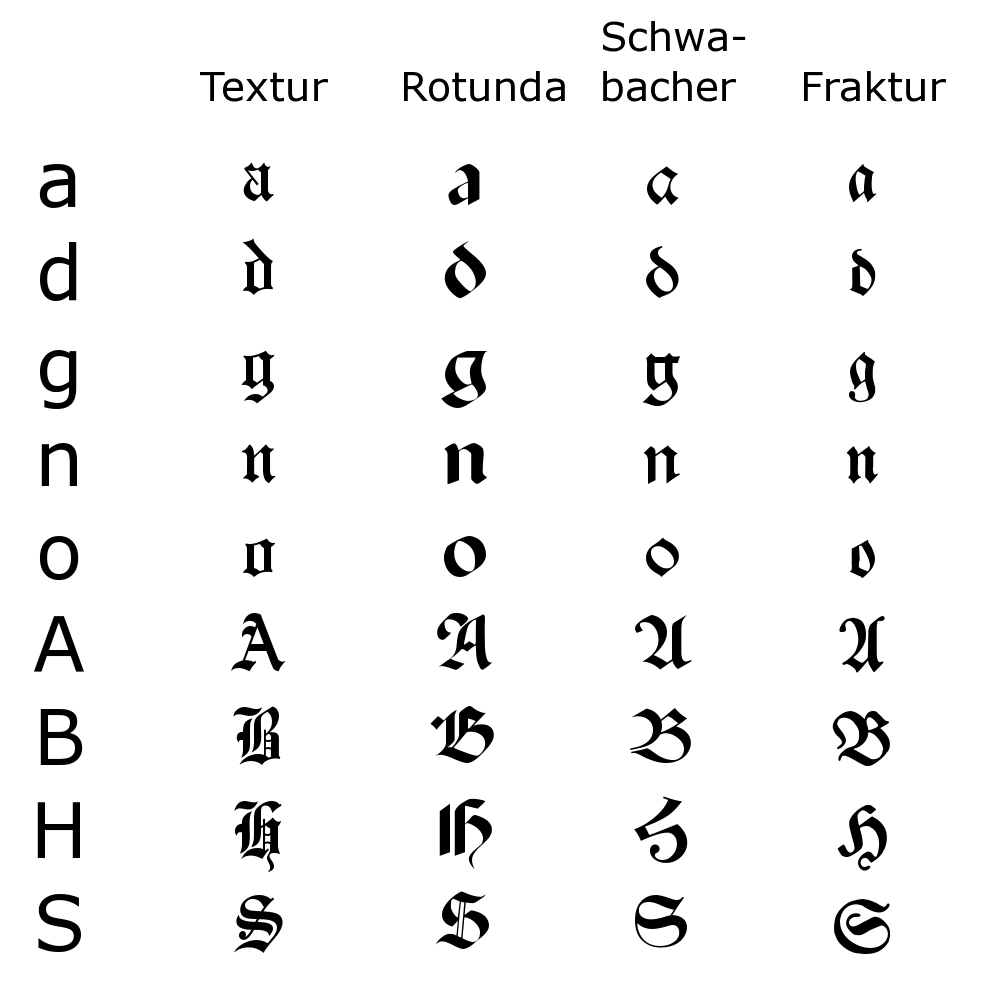
Tipografia de la família gòtica.

La lletra gòtica, altrament coneguda com a cal·ligrafia gòtica, és un tipus de lletra que va ser usada a l'Europa Occidental aproximadament des de 1150 i el 1500. Va ser utilitzada en l'escriptura de l'alemany fins al segle xx. Existeixen quatre tipus de tipografia gòtica que són el Fraktur, el Schwabacher, el Rotunda i el Textualis.

## Antecendents
La cal·ligrafia gòtica prové de l'escriptura carolíngia, o també coneguda com a minúscula carolina, però evoluciona cap a un manierisme amb exageracions en el traçat. S'utilitzà entre els segles XIII i XV.
No s'ha de confondre aquesta escriptura amb l'alfabet gòtic.

## Característiques i tipologies
El traçat de l'escriptura carolina més arrodonit, en la cal·ligrafia gòtica es transforma el traçat més angulós.
Depenent de raons històriques, els països en què s'utilitza i a quins segles, tenim la següent classificació: 
- Textura, és l'escriptura per excel·lència de l'edat mitjana.
- Rotunda, comparada amb la textura té les formes més arrodonides.
- Bastarda, menys austera i angulosa que la textura.
- Schwabacher, variant de la bastarda.
- Fraktur, variant de Schwabacher. Aquests caràcters s'empraran en impremta en els països de parla germànica molt de temps.

## Aportacions a l'alfabet actual
L'escriptura gòtica aporta el punt sobre la i, que en l'escriptura carolina no s'utilitzava i també inclou, dins el seu alfabet la lletra w.